# Mausoleu de Bibi Khanum

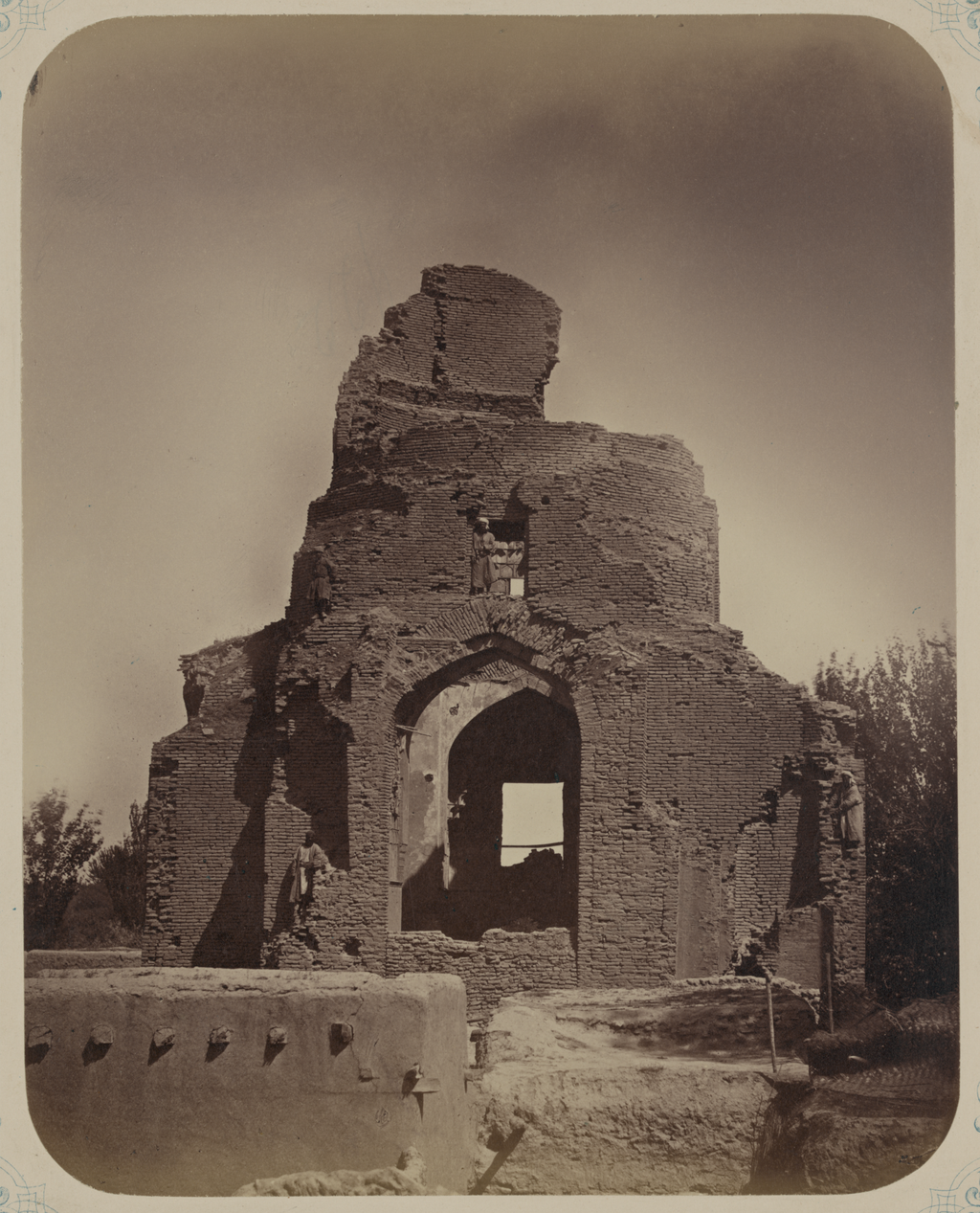
Una de les primeres fotografies del mausoleu, datada de 1868–1872

El Mausoleu de Bibi Khanum (en uzbek: Bibi-Xonim Maqbaradi) és un mausoleu de Samarcanda on és sepultada Sarai Mulk Khanum (també coneguda com Bibi Khanum, Bibi Hanim, Bibi Khanim, Bibixonim, etc.), l'emperadriu consort de l'Imperi timúrida, esposa principal de Tamerlà (Timur). Va ser construït entre 1399 i 1404 i és un dels elements de "Samarcanda – cruïlla de cultures" del Patrimoni Mundial per la UNESCO a l'Uzbekistan.

## Arquitectura
És complicat avaluar el disseny i el significant arquitectònic de l'edifici perquè és el resultat d'una restauració basada en conjectures, duta a terme al final de la dècada del 1990. El mausoleu presenta les característiques típiques de l'arquitectura timúrida de final del segle xiv i inici del segle xv. El perfil de l'edifici és fortament dominat per la cúpula de taulellets blaus, que recolza sobre un tambor molt elevat, una innovació que es feu possible quan les cúpules de doble petxina es feren comunes a l'Àsia central. A l'exterior hi ha un iwan o entrada monumental, que anuncia l'indret com un edifici significatiu — els iwan s'utilitzaven en els grans edificis timúrides, ja fossen túmuls, mesquites, madrasses o palaus.(1)
L'interior, amb una extensa volta amb mocàrab d'estuc, també és típic de l'època, així com l'ús de rajoles pintades o, l'alternativa més cara — mosaics de faiança— que ajuntant elements acolorits individualment, formen una mena de trencaclosques amb efectes decoratius brillants en la cúpula o pishtaq.(1)

## Edifici original
El mausoleu estava en avançat estat de ruïna quan va ser fotografiat per primera vegada, entre 1868 i 1872, pel general rus Konstantin von Kaufman, que va encomanar un aixecament fotogràfic dels territoris de l'Àsia central recentment annexats per l'Imperi rus, i va ser publicat amb el títol Àlbum del Turquestan. Llavors, el monument havia perdut tota la cobertura de taulellets i gran part de la cúpula, tot i que restaven fragments d'estuc amb relleus a l'interior. En l'època d'aquest aixecament fotogràfic, el sòl va caure a causa del pes de la runa acumulada, i revelà la cripta subterrània de Sarai Mulk Khanum i de diversos familiars seus i serfs.(1)
La superestructura de l'edifici i la cripta era de rajola i estava sostinguda per arcs plans. Actualment, després de les obres de restauració, hi ha una escala que dona accés a la cripta des del cant sud-oest de l'interior del mausoleu, però no se sap del cert que aquesta escala existís originàriament. Les plantes que consten en l'Àlbum del Turquestan mostren un corredor misteriós en aquell costat, però podria haver estat un passadís que duia a l'exterior i no una escala cap a la cripta.(1)
El monument va continuar degradant-se des del final del segle xix fins a la fi del XX, tot i que algunes fotografies de 1924 o 1925 suggereixin que no el va afectar massa el sisme de 1897 que va danyar severament la veïna Mesquita de Bibi Khanum. Finalment, els últims anys del segle xx, el mausoleu fou totalment restaurat. Els responsables del projecte prengueren la decisió controvertida de reconstruir completament les ruïnes, en comptes d'usar mitjans subtils per a distingir els elements més nous dels originals. Es va tenir molta cura dels estucs amb relleu i les decoracions pintades a l'interior, però fora la decoració més intensa es va limitar a la cúpula, és per això que l'aparença externa del mausoleu és menys vistosa que la d'altres monuments del període timúrida contemporanis. Decidiren no reconstruir el sostre de la cripta, per tal de poder veure la cripta directament en entrar al monument, cosa que no era intenció dels arquitectes originals.(2)